# Frank Shamrock
Pour les articles homonymes, voir Shamrock.
Frank Alisio Juarez III
le 8 décembre 1972 à Santa Monica en Californie, connu sous son nom de ring de catch Frank Shamrock, est un pratiquant américain de MMA. Il fut le premier champion poids moyen de l'Ultimate Fighting Championship (UFC) et se retira après 5 défenses de titre. 
Il fut également couronné en tant que King of Pancrase, et reçut le titre du combattant de la décennie 1990-2000. 
Il est le jeune frère adoptif de Ken Shamrock, un autre ancien combattant de MMA et catcheur professionnel.
En 2010, il joue son propre rôle dans le dix-neuvième épisode de la saison 1 de NCIS : Los Angeles La Manière forte (Hand-to-Hand).
Il est l'auteur d'un livre autobiographique intitulé Uncaged: My Life as a Champion MMA Fighter, paru en 2012 chez Chicago Review Press.

## Palmarès en MMA
| 35 combats           | 23 victoires | 10 défaites |
| Par KO               | 2            | 4           |
| Par soumission       | 14           | 2           |
| Sur décision         | 5            | 3           |
| Par disqualification | 2            | 1           |
| Égalités             | 2            | 2           |

| Résultat | Record  | Adversaire        | Méthode                                                     | Événement                                           | Date               | Round | Temps | Lieu                                       | Notes                                                      |
| -------- | ------- | ----------------- | ----------------------------------------------------------- | --------------------------------------------------- | ------------------ | ----- | ----- | ------------------------------------------ | ---------------------------------------------------------- |
| Défaite  | 23-10-2 | Nick Diaz         | TKO (coups de poing)                                        | Strikeforce: Shamrock vs. Diaz                      | 11 avril 2009      | 2     | 3:57  | San José, Californie, États-Unis           | Combat en poids intermédiaire : 179 lb (81 kg)             |
| Défaite  | 23-9-2  | Cung Le           | TKO (blessure au bras)                                      | Strikeforce: Shamrock vs. Le                        | 29 mars 2008       | 3     | 5:00  | San José, Californie, États-Unis           | Perd le titre poids moyen du Strikeforce.                  |
| Victoire | 23-8-2  | Phil Baroni       | Soumission technique (étranglement arrière)                 | Strikeforce Shamrock vs. Baroni                     | 22 juin 2007       | 2     | 4:00  | San José, Californie, États-Unis           | Remporte le titre poids moyen du Strikeforce.              |
| Défaite  | 22-8-2  | Renzo Gracie      | Disqualification (coups de genoux sur un adversaire au sol) | EliteXC: Destiny                                    | 10 février 2007    | 2     | 2:00  | Southaven, Mississippi, États-Unis         |                                                            |
| Victoire | 22-7-2  | Cesar Gracie      | KO (coups de poing)                                         | Strikeforce: Shamrock vs. Gracie                    | 10 mars 2006       | 1     | 0:20  | San José, Californie, États-Unis           | Début en poids moyen                                       |
| Victoire | 21-7-2  | Bryan Pardoe      | Soumission (clé de bras)                                    | WEC 6: Return of a Legend                           | 27 mars 2003       | 1     | 1:46  | Lemoore, Californie, États-Unis            | Remporte le titre poids mi-lourd du WEC.                   |
| Victoire | 20-7-2  | Elvis Sinosic     | Décision partagée                                           | K-1: Grand Prix 2000 Final                          | 10 décembre 2000   | 5     | 3:00  | Tokyo, Japon                               |                                                            |
| Victoire | 19-7-2  | Tito Ortiz        | Soumission (coups de poing)                                 | UFC 22: There Can Be Only One Champion              | 24 septembre 1999  | 4     | 4:42  | Lake Charles, Louisiane, États-Unis        | Défend le titre poids mi-lourd de l'UFC.                   |
| Égalité  | 18-7-2  | Kiyoshi Tamura    | Égalité                                                     | Rings: Rise 2nd                                     | 23 avril 1999      | 1     | 20:00 | Japon                                      |                                                            |
| Victoire | 18-7-1  | John Lober        | Soumission (coups de poing)                                 | UFC Brazil                                          | 16 octobre 1998    | 1     | 7:40  | São Paulo, Brésil                          | Défend le titre poids mi-lourd de l'UFC.                   |
| Victoire | 17-7-1  | Jeremy Horn       | Soumission (clé de genou)                                   | UFC 17: Redemption                                  | 15 mai 1998        | 1     | 16:28 | Mobile, Alabama, États-Unis                | Défend le titre poids mi-lourd de l'UFC.                   |
| Victoire | 16-7-1  | Igor Zinoviev     | KO (slam)                                                   | UFC 16: Battle In The Bayou                         | 13 mars 1998       | 1     | 0:22  | La Nouvelle-Orléans, Louisiane, États-Unis | Défend le titre poids mi-lourd de l'UFC.                   |
| Victoire | 15-7-1  | Kevin Jackson     | Soumission (clé de bras)                                    | UFC Japan                                           | 21 décembre 1997   | 1     | 0:16  | Yokohama, Japon                            | Remporte le titre poids mi-lourd de l'UFC.                 |
| Victoire | 14-7-1  | Enson Inoue       | Disqualification                                            | Vale Tudo Japan 1997                                | 29 novembre 1997   | 2     | 7:17  | Tokyo, Japon                               | Egan Inoue a accouru sur le ring après le KO de son frère. |
| Victoire | 13-7-1  | Wes Gassaway      | Disqualification (rope escapes)                             | World Pankration Championships 1                    | 26 octobre 1997    | 1     | 11:54 | Texas, États-Unis                          |                                                            |
| Victoire | 12-7-1  | Tsuyoshi Kosaka   | Décision unanime                                            | Rings: Extension Fighting 7                         | 26 septembre 1997  | 1     | 30:00 | Japon                                      |                                                            |
| Défaite  | 11-7-1  | John Lober        | Décision partagée                                           | SuperBrawl 3                                        | 17 janvier 1997    | 1     | 30:00 | Honolulu, Hawaï, États-Unis                |                                                            |
| Défaite  | 11-6-1  | Kiuma Kunioku     | Décision unanime                                            | Pancrase: Truth 10                                  | 15 décembre 1996   | 1     | 20:00 | Tokyo, Japon                               |                                                            |
| Défaite  | 11-5-1  | Yuki Kondo        | KO (coup de pied à la tête)                                 | Pancrase: 1996 Anniversary Show                     | 7 septembre 1996   | 1     | 12:43 | Chiba, Japon                               |                                                            |
| Victoire | 11-4-1  | Manabu Yamada     | Soumission (étranglement arrère)                            | Pancrase: 1996 Neo-Blood Tournament, Round 1        | 22 juillet 1996    | 1     | 12:44 | Tokyo, Japon                               |                                                            |
| Défaite  | 10-4-1  | Bas Rutten        | TKO (arrêt du médecin)                                      | Pancrase: Truth 5                                   | 16 mai 1996        | 1     | 11:11 | Tokyo, Japon                               |                                                            |
| Victoire | 10-3-1  | Osami Shibuya     | Décision unanime                                            | Pancrase: Truth 4                                   | 8 avril 1996       | 1     | 15:00 | Tokyo, Japon                               |                                                            |
| Victoire | 9-3-1   | Ryushi Yanagisawa | Décision unanime                                            | Pancrase: Truth 2                                   | 2 mars 1996        | 1     | 20:00 | Kobe, Japon                                |                                                            |
| Victoire | 8-3-1   | Minoru Suzuki     | Soumission (clé de genou)                                   | Pancrase: Truth 1                                   | 28 janvier 1996    | 1     | 22:53 | Yokohama, Japon                            |                                                            |
| Victoire | 7-3-1   | Vernon White      | Soumission (clé de cheville)                                | Pancrase: Eyes of Beast 7                           | 14 décembre 1995   | 1     | 5:23  | Sapporo, Japon                             |                                                            |
| Victoire | 6-3-1   | Masakatsu Funaki  | Soumission (clé de cheville)                                | Pancrase: Eyes of Beast 6                           | 4 novembre 1995    | 1     | 10:31 | Yokohama, Japon                            |                                                            |
| Victoire | 5-3-1   | Takafumi Ito      | Soumission (étranglement arrière)                           | Pancrase: 1995 Anniversary Show                     | 1er septembre 1995 | 1     | 7:23  | Tokyo, Japon                               |                                                            |
| Défaite  | 4-3-1   | Bas Rutten        | Décision partagée                                           | Pancrase: 1995 Neo-Blood Tournament Second Round    | 23 juillet 1995    | 1     | 15:00 | Tokyo, Japon                               |                                                            |
| Victoire | 4-2-1   | Takaku Fuke       | Soumission (étranglement arrière)                           | Pancrase: Eyes of Beast 5                           | 13 juin 1995       | 1     | 8:16  | Sapporo, Japon                             |                                                            |
| Égalité  | 3-2-1   | Allan Goes        | Égalité                                                     | Pancrase: Eyes of Beast 4                           | 13 mai 1995        | 1     | 10:00 | Chiba, Japon                               |                                                            |
| Victoire | 3-2     | Minoru Suzuki     | KO (coups de poing)                                         | Pancrase: Eyes of Beast 3                           | 8 avril 1995       | 1     | 3:23  | Nagoya, Japon                              |                                                            |
| Défaite  | 2-2     | Masakatsu Funaki  | Soumission (clé de talon)                                   | Pancrase: Eyes of Beast 2                           | 10 mars 1995       | 1     | 5:11  | Yokohama, Japon                            |                                                            |
| Victoire | 2-1     | Katsuomi Inagaki  | Soumission (étranglement arrière)                           | Pancrase: Eyes of Beast 1                           | 26 janvier 1995    | 1     | 6:14  | Nagoya, Japon                              |                                                            |
| Défaite  | 1-1     | Manabu Yamada     | Soumission (clé de cheville)                                | Pancrase: King of Pancrase Tournament Opening Round | 16 décembre 1994   | 1     | 8:38  | Tokyo, Japon                               |                                                            |
| Victoire | 1-0     | Bas Rutten        | Décision majoritaire                                        | Pancrase: King of Pancrase Tournament Opening Round | 16 décembre 1994   | 1     | 10:00 | Tokyo, Japon                               |                                                            |

## Championnats
Ancien King of Pancrase
Ancien Champion Middleweight de l'UFC (catégorie renommée plus tard Lightheavyweight)
Ancien champion Light Heavyweight du WEC
Ancien champion middleweight du Strikeforce